# جون بوليدو
جون بوليدو (بالإسبانية: John Pulido)‏ (3 أكتوبر 1981 في كولومبيا - ) هو لاعب كرة قدم كولومبي في مركز الوسط. لعب مع نادي دالاس وكولورادو رابيدز يو-23 ‏ وFort Lauderdale Strikers (2006–2016) ‏.

## وصلات خارجية
- جون بوليدو على موقع قاعدة بيانات كرة القدم.إي يو (الإنجليزية)